# No More Drama
No more drama è il quinto album in studio della cantante statunitense Mary J. Blige. L'album è uscito il 28 agosto 2001 in USA. È stato certificato doppio disco di platino. Vanta produzioni di Dr. Dre, The Neptunes, Missy Elliott, Jimmy Jam & Terri Lewis, Irv Gotti e altri, e collaborazioni di Lenny Kravitz, Pharrell Williams e Eve.

## Il disco

### Genesi
L'ispirazione di No More Drama è venuta direttamente dalle esperienze vissute in prima persona dalla cantante, soprattutto quelle negative. L'artista ha ammesso in varie interviste di aver sofferto pesantemente di depressione e persino di paranoia prima dell'uscita di questo album. Il titolo No More Drama si riferisce al superamento di queste difficoltà tramite un processo catartico. L'album, oltre ad attingere alla drammaticità della vita personale della Blige, presenta dei testi molto impegnati dal punto di vista sociale, e si schiera apertamente contro la guerra e la violenza.

### Stile
No More Drama segna il ritorno della regina dell'Hip hop Soul a sonorità urban influenzate dall'hip-hop e non solo dal R&B tradizionale. Un chiaro segno di questo ritorno alle origini di What's the 411? è ben visibile nel primo singolo, l'inno da club Family Affair, un pezzo in cui la voce blues di Mary sovrasta un travolgente ritmo basato su uno schema semplice che si ripete all'infinito. Il secondo singolo, la title track No More Drama, è l'antitesi di Family Affair, ovvero un onesto sfogo di disperazione in cui Mary dichiara di non voler più accettare drammi nella sua vita e nel mondo circostante. In Where I've Been riflette sul suo passato e sul suo precedente rapporto con le droghe (citando anche la turbolenta infanzia di Michael Jackson), mentre in P.M.S. parla a cuore aperto a tutte le donne. L'album contiene anche una poesia, Forever No More, che riassume le tematiche socialmente impegnate dell'album (perfino nell'apparentemente spensierata Family Affair, Mary J. propone di combattere il razzismo e i pregiudizi).

### Ricezione
In generale No More Drama è stato accolto da recensioni positive. Sebbene alcuni critici non hanno apprezzato lo stile urban di alcune tracce dell'album, sperando in un altro Mary, No More Drama si è guadagnato 3 stelle e mezzo su 5 da Rolling Stone (che ha contrapposto il ritorno in grande dell'artista alla caduta dello stesso anno di Mariah Carey) e molti critici hanno visto in questo l'album più maturo della cantante. Robert Marriott del famoso magazine ha indicato i punti migliori dell'album in tre canzoni: l' "innegabilmente funky" Family Affair prodotta da Dr. Dre, Steal Away che "mescola una sensibilità da soul classico con il sound postmoderno dei Neptunes e la title track. Secondo il critico però "rimangono delle meravigliose imperfezioni: la passione della donna di chiesa, i lamenti e i gorgheggi che un tempo annunciavano il suo dolore, ora la portano verso la soddisfazione. Drama presenta Blige più in contatto con le sue radici, più con i piedi per terra e pronta per una nuova raccolta di sfide, musicali e non...".
David Browne di Entertainment Weekly ha scritto che la voce della cantante non è mai stata migliore di così e che l'album supera di gran lunga i lavori delle eredi di Blige Blu Cantrell e Sunshine Anderson, sia in personalità che musicalmente.
Liana Jones di All Music Guide ha dato all'album 4 stelle su 5 e ha definito il disco come "un viaggio attraverso la sua evoluzione personale e la spiritualità". Jones ha evidenziato come la voce della cantante sia davvero unica nel panorama musicale contemporaneo, proclamandola "roca, forte, soul e piena di maturità". Ancora secondo la giornalista della rivista online, "la cantante/cantautrice è sbocciata in una diva R&B con un lato hip hop". La rivista Q ha definito l'album come "un disco che occupa l'esatto posto di mezzo tra lo stile da ghetto dell'album di debutto prodotto da Puff Daddy e il posato e soul Mary del 1999".
L'album ha debuttato al numero 2 nella Billboard Hot 200, ed è rimasto in classifica per parecchi mesi, vendendo in poco tempo più di 2 milioni di copie.
Nel Regno Unito l'album ha debuttato timidamente nella top20 al numero 20 nel settembre 2001. Nel febbraio 2002 l'album è rientrato in classifica al numero 13, per poi raggiungere 2 mesi più tardi la sua posizione più alta nella UK chart, ovvero la numero 4. Anche nel Regno Unito No More Drama è stato certificato disco di platino.
L'album ha venduto in tutto il mondo più di 5 milioni di copie, ed è entrato nelle classifiche di moltissimi paesi. In Svezia ha debuttato al numero 2, dove è rimasto per 3 settimane, passando 28 settimane in classifica, e in Svizzera al numero 7, spendendo ben 49 settimane in classifica. In Francia è arrivato al numero 8 ed è stato per 50 settimane in classifica. No More Drama è il primo album della Blige ad essere entrato nelle classifiche italiane.
Il successo dell'album è stato trainato soprattutto dal successo che i singoli estratti dal disco hanno avuto in tutto il mondo.

## Ripubblicazione del 2002
Nella speranza di incrementare le vendite, la MCA Records nel 2002 ripubblica l'album con delle nuove tracce, (eliminandone 3 dalla prima versione): il nuovo singolo Rainy Dayz in coppia con Ja Rule, ispirato dall'11 settembre e dalla tragedia delle guerre e dei conflitti internazionali; la ballata soul He Think I Don't Know, che le è valso un Grammy nel 2003 come Best Female R&B Vocal Performance; e due remix, di Dance For Me (stavolta in coppia con Common) e di No More Drama, prodotto da P. Diddy e Mario Winans. Con questo remix Blige si è ricongiunta professionalmente dopo vari anni con Diddy.
Queste nuove canzoni hanno rinfrescato l'album, che ha ravvivato l'interesse nel pubblico; molti hanno criticato la scelta di questa ripubblicazione come un atto di avidità.
No More Drama è stato nominato ai Grammy del 2002 come Best R&B Album, ma ha perso contro Songs in A Minor, album di debutto di Alicia Keys.

## Classifiche
| Classifica (2001)           | Posizione |
| --------------------------- | --------- |
| U.S. Billboard 200          | 2         |
| U.S. Top R&B/Hip-Hop Albums | 1         |
| U.S. Top Internet Albums    | 7         |
| Australia                   | 2         |
| Austria                     | 17        |
| Belgio (Vl)                 | 32        |
| Belgio (Wa)                 | 24        |
| Canada                      | 5         |
| Danimarca                   | 10        |
| Olanda                      | 9         |
| Francia                     | 8         |
| Nuova Zelanda               | 31        |
| Norvegia                    | 19        |
| Svezia                      | 2         |
| Svizzera                    | 7         |
| Regno Unito                 | 4         |

## Tracce

### Edizione 2001
1. Love
2. Family Affair
3. Steal Away (con Pharrell Williams)
4. Crazy Games
5. PMS
6. No More Drama
7. Keep It Moving
8. Destiny
9. Where I've Been (con Eve)
10. Beautiful Day
11. Dance for Me
12. Flying Away
13. 2U
14. In the Meantime
15. Forever No More (Poem)
16. Testimony
17. Checkin' for Me (Bonus track nella versione UK)

### Riedizione 2002
1. Love
2. Family Affair
3. Steal Away (con Pharrell Williams)
4. He Think I Don't Know
5. PMS
6. No More Drama
7. Rainy Dayz (con Ja Rule)
8. Where I've Been (con Eve)
9. Beautiful Day
10. Dance for Me (Remix con Common)
11. No More Drama (P. Diddy/Mario Winans Remix)
12. Flying Away
13. Never Been
14. 2U
15. In the Meantime
16. Forever No More (Poem)
17. Testimony
18. Dance For Me (Plutonium Remix) (Bonus Track)

### Singoli estratti
- Family Affair
- Dance for Me feat. Common (solo Europa)
- No More Drama
- Rainy Dayz
- He Think I Don't Know (radio single)